# Basse-Goulaine
Basse-Goulaine is een gemeente in het Franse departement Loire-Atlantique (regio Pays de la Loire). De plaats maakt deel uit van het arrondissement Nantes. Basse-Goulaine telde op 1 januari 2022 9.617 inwoners.

## Geografie
De oppervlakte van Basse-Goulaine bedroeg op 1 januari 2022 13,74 vierkante kilometer; de bevolkingsdichtheid was toen 699,9 inwoners per km².
De Goulaine stroomt door het noordoosten van de gemeente.

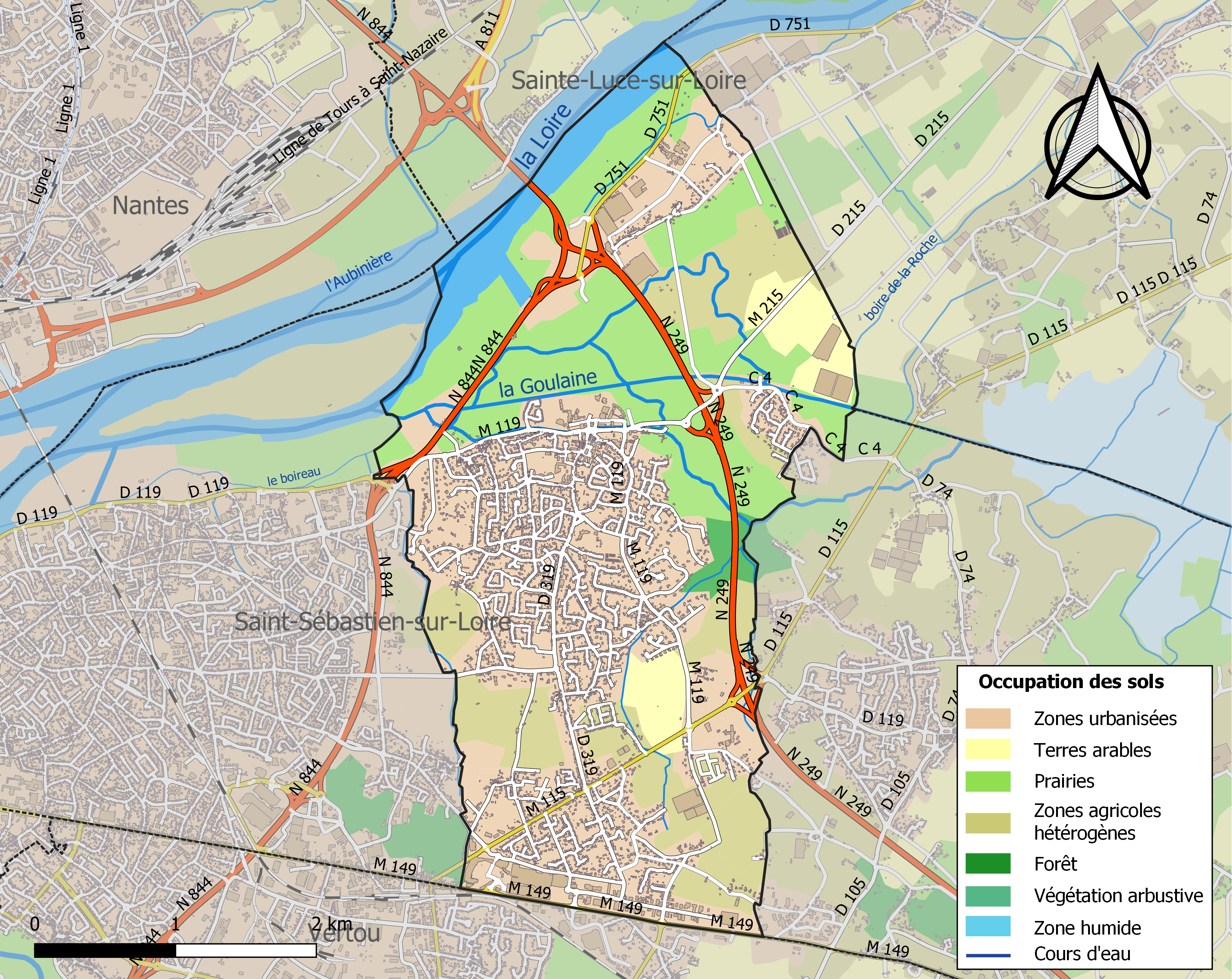
Kaart van de gemeente met de belangrijkste infrastructuur, bodemgebruik en omliggende gemeenten

## Demografie
Onderstaande figuur toont het verloop van het inwonertal (bron: INSEE-tellingen).

## Overleden
- Adolphe Billault (1805-1863), minister